# 天山路街道 (克拉玛依市)
天山路街道，中华人民共和国新疆维吾尔自治区克拉玛依市克拉玛依区下属的一个街道，位于市区中部偏西。市委、军分区等机关驻此。

## 建制沿革
- 1987年3月，置天山路街道。

## 行政区划
天山路街道下辖12个社区：
- 和平社区、天山社区、古南社区、风华社区、光明建工社区、油南红光社区、油北社区、西北向阳南社区、城西古北社区、康乐社区、光华鸿雁社区、国光工农社区
- 两沟管委会